# ユーエヌコンサルタント
ユーエヌコンサルタント株式会社（英: UNconsultant Co.,Ltd.）は下水道・水道に特化した建設コンサルタントである。

## 概要
東京都水道局や東京都下水道局をはじめ、各市町村から下水道・水道などの実施設計を請負っている
会社方針
個人個人が技術者として自然と都市の共存を目指す社会資本整備に寄与するとともに、一社会人として充実した生活が送れる会社を目指す